# Illas Cíes

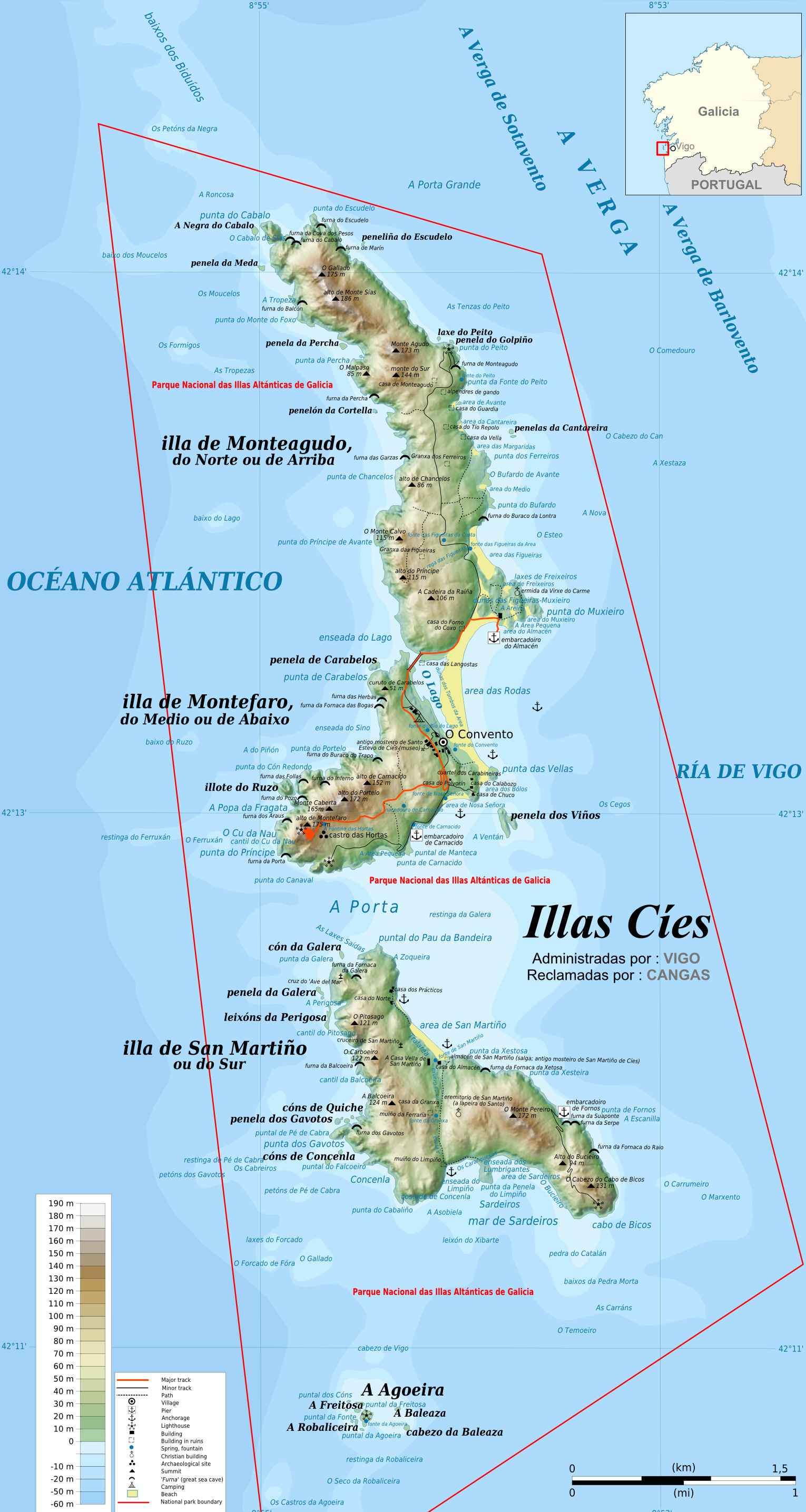
Karte von den Islas Cíes.

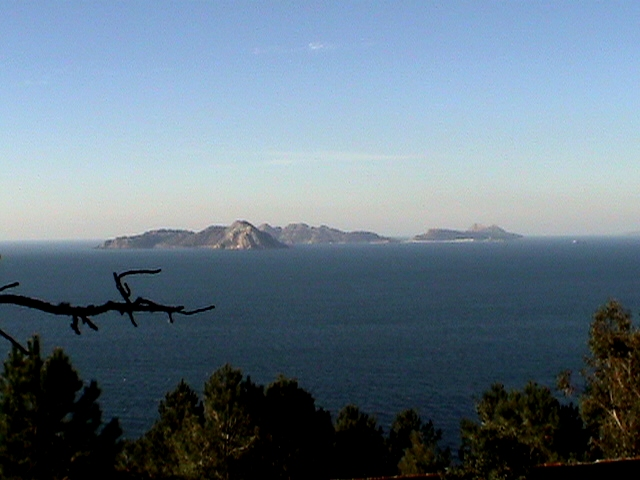
Islas Cíes, vom Monte Ferro aus gesehen.

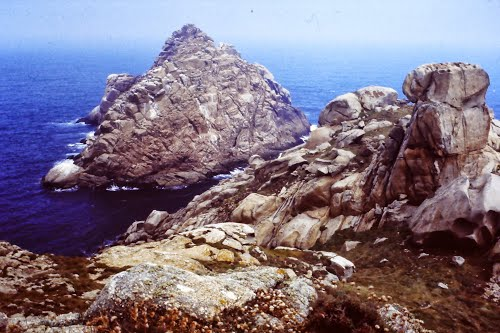
Islas Cíes, am nördlichen Ende.

Die Illas Cíes (Bezeichnung in galicischer Sprache, spanisch Islas Cíes) sind eine kleine Inselgruppe, vor der Morrazo-Halbinsel an der Küste Galiciens nahe der Stadt Vigo im Nordwesten Spaniens. Der Archipel besteht aus drei unbewohnten Inseln: Monteagudo (Nordinsel), Do Faro (Mittelinsel) und San Martiño (Südinsel).
Die Nordinsel Monteagudo wird von der Küste von Cabo Home an der Morrazo-Halbinsel durch den nördlichen Kanal, die Südinsel San Martiño von der Küste von Cabo Santoulo durch eine Meeresstraße getrennt, die als Freu da Porta bekannt ist. Mittlerweile hat sich die Mittelinsel Do Faro mit Monteagudo durch einen Tombolo (Sandablagerung) verbunden. Diese bildet die 1.200 Meter lange Playa de Rodas.
Im Jahr 1980 wurden die Islas Cíes zum Naturschutzgebiet erklärt. Seit 2002 ist die Inselgruppe Teil des Nationalparks Islas Atlánticas de Galicia. Die Inseln haben eine Fläche von 455 ha.
Den Strand Playa de Rodas erklärte die britische Tageszeitung The Guardian im Februar 2007 zum schönsten Strand der Welt.